# 張景暘
張景暘（1469年—？），字廷賓，浙江绍兴府山阴县人，民籍，明朝政治人物。

## 生平
弘治十一年（1498年）戊午科浙江鄉試第八十三名舉人。弘治十二年（1499年）中式己未科會試第一百七十六名，三甲第二十九名進士。歷官大理寺左评事，正德五年（1510年）七月擢授江西道監察御史，出为潮州府知府，十五年六月考察闲住。

## 家族
曾祖张弼；祖张蕴辉，封兵科給事中；父张以宪，封興府左長史。母袁氏，封宜人。具庆下。兄景夔、景明（興府左長史）、景璲、景琦（府同知）、景贤、景旦。兄张景明，弘治三年庚戌進士。伯父張以弘，成化己丑進士，江西左參議。堂兄張景琦，成化丁未进士，桂林知府。